# Tambong
Tambong é o sexto álbum do cantor, compositor e escritor brasileiro Vítor Ramil.
Foi gravado em Buenos Aires, sob a produção de Pedro Aznar. As canções buscam reunir musicalidade e poesia brasileiras com as dos países do Prata.
Tambong foi lançado em duas versões, português e espanhol. Para realizá-lo Vitor trabalhou com músicos argentinos, como o percussionista Santiago Vazquez, que o acompanha nos shows, e contou com a participação dos artistas brasileiros Egberto Gismonti, Lenine, Chico César e João Barone.

## Músicas
- Todas as faixas foram compostas por Vitor Ramil, exceto onde anotado.

### Versão em português
1. "Não é Céu" (5:00)
2. "Espaço" (3:47)
3. "Grama Verde" (André Gomes/Vitor Ramil) (4:36)
4. "Um Dia Você Vai Servir a Alguém (Gotta Serve Somebody)" - com Lenine (Bob Dylan/versão: Vitor Ramil) (5:26)
5. "Foi no Mês que Vem" - com Egberto Gismonti (4:03)
6. "O Velho Leon e Natália em Coyoacán" (Vitor Ramil/Paulo Leminski) (3:15)
7. "A Ilusão da Casa" - com Chico César e João Barone (4:08)
8. "Valérie" (3:32)
9. "Só Você Manda em Você (You're a Big Girl Now)" (Bob Dylan/versão: Vitor Ramil) (4:07)
10. "Subte" - com Pedro Aznar (3:34)
11. "Para Lindsay" (Vitor Ramil/Allen Ginsberg/Cláudio Willer) (1:36)
12. "Estrela, Estrela" (2:48)
13. "À Beça" (3:53)
14. "Quiet Music" (3:25)

### Versão em espanhol
1. "Cielo no Es" (versão: Vitor Ramil/Pedro Aznar)
2. "Espacio" (Versão: Vitor Ramil/Josi Garcia)
3. "Prado Verde" (versão: Vitor Ramil/Pedro Aznar))
4. "Um Dia Você Vai Servir a Alguém"
5. "Fue el Mês que Viene" (Versão: Vitor Ramil/Josi Garcia)
6. "El Viejo León y Natália en Coyoacán (versão: Vitor Ramil/Pedro Aznar)
7. "La Ilusión de la Casa"
8. "Valérie"
9. "Só Você Manda em Você"
10. "Subte"
11. "Para Lindsay"
12. "Estrella, Estrella"
13. "À Beça"
14. "Quiet Music"

## Prêmios e indicações

### Prêmio Açorianos
| Ano  | Categoria        | Indicação | Resultado |
| ---- | ---------------- | --------- | --------- |
| 2000 | Disco de MPB     | Tambong   | Indicado  |
| 2000 | Música ou Canção | Espaço    | Indicado  |